# DSP Group
DSP Group, Inc. va ser una empresa nord-americana que fabricava chipsets per a aplicacions VoIP, multimèdia i digitals sense fil. Fundat l'any 1987 amb seu a San Jose, Califòrnia, DSP Group va donar feina a més de 400 persones en tres oficines i oficines nord-americanes a Alemanya, Escòcia, Israel, Índia, Hong Kong i Japó fins que va ser adquirida per Synaptics.
DSP Group va ser fundat el 1987 per Davidi Gilo, que va exercir com a conseller delegat i president de la companyia fins a 1993.

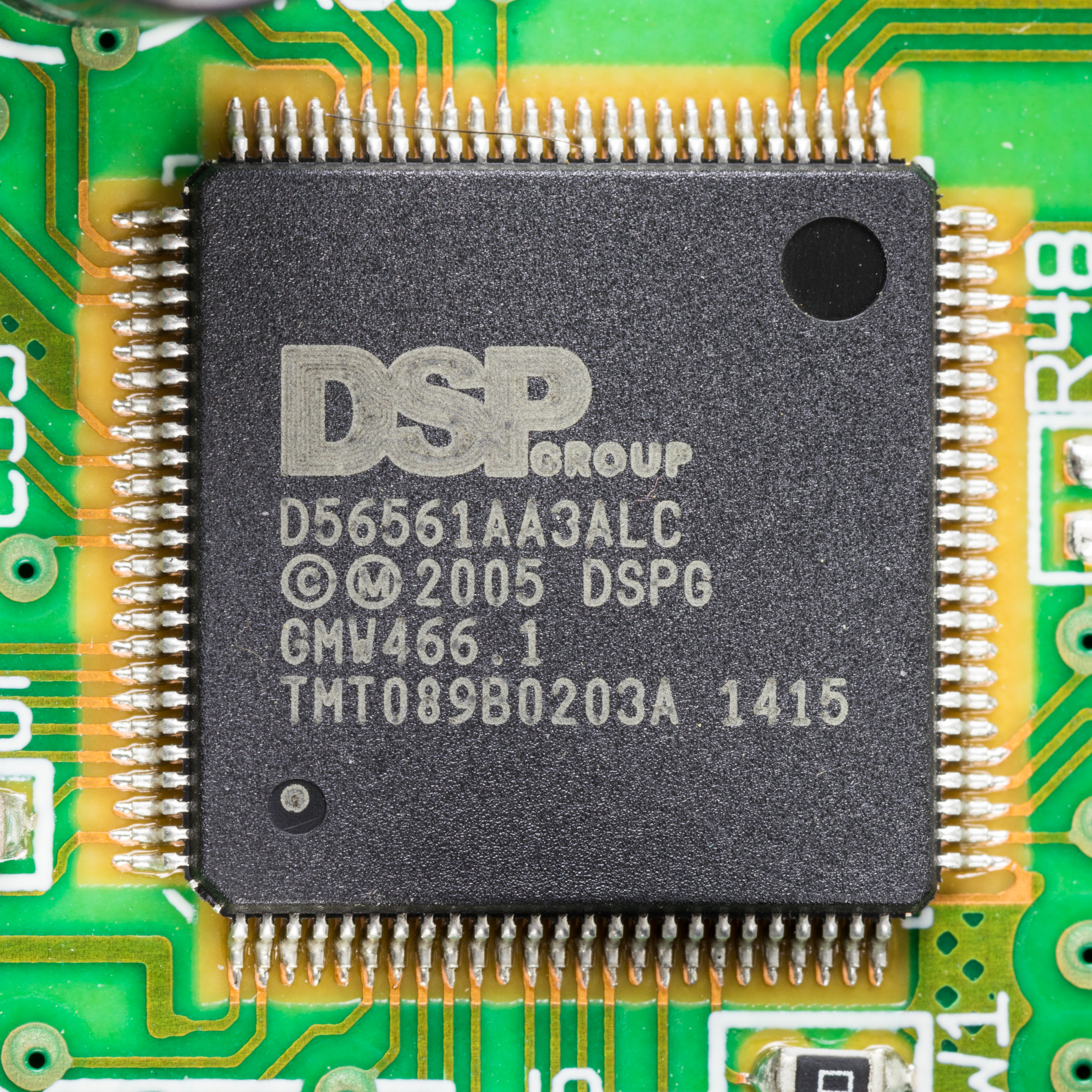
Un xip del grup DSP

l grup DSP va desenvolupar el primer processador de veu del dispositiu contestador de telefonia (TAD) del món el 1989. La companyia va entrar a la indústria digital sense fil amb l'adquisició de Advanced Micro Devices (AMD) amb la tecnologia de 900 MHz i el 1999 i el desenvolupament posterior de 900 MHz de banda estreta sense fil i 2,4 GHz multitelèfono.
DSP Group va entrar al sector de les comunicacions multimèdia amb l'adquisició de Teleman Multimedia el 2003. Incorporant tecnologies VoIP i Wi-Fi obtingudes mitjançant l'adquisició de VoicePump i Bermai, DSP Group va entrar al mercat de les comunicacions multimèdia residencials a través de banda ampla amb el desenvolupament el 2006 d'un chipset que integrava tecnologies DECT i Wi-Fi amb un processador d'aplicació. DSP Group va adquirir el negoci de terminals sense fil i VoIP de NXP Semiconductors el 2007.
El 30 d'agost de 2021 es va anunciar que el desenvolupador de maquinari i programari d'interfície humana (HMI) amb seu a San Jose, Califòrnia, Synaptics adquirirà l'empresa.
DSP Group ofereix circuits integrats per a productes de comunicacions residencials en tres àrees: pantalles multimèdia connectades, telèfons sense fil VoIP i productes sense fil digitals.